# Flieger
Flieger (em português "Aviadores" ou "Pilotos") foi a canção alemã do Festival Eurovisão da Canção 1989, interpretada em alemão por Nino de Angelo.
A canção foi a 21ª a ser apresentada na noite do Festival (depois da Islândia com Daníel Ágúst com "Það sem enginn ser", e antes de Riva da Jugoslávia com "Rock Me"). No final da votação recebeu 46 pontos, ficando em 14ª entre 22 participantes.
A canção é uma balada, com Angelo expressando sua vontade de voltar ao passado e ficar junto de sua amante – um período que ele gostaria "de voar até o céu".
A canção que a sucedeu como representante alemã no no Festival de 90 foi "Frei zu leben", interpretada por Chris Kempers e Daniel Kovac.